# بخش ناگور
بخش ناگور (به انگلیسی: Nagaur district) یک منطقهٔ مسکونی در هند است که در Ajmer division واقع شده‌است. بخش ناگور ۱۷٬۷۱۸ کیلومتر مربع مساحت و ۳٬۳۰۷٬۷۴۳ نفر جمعیت دارد.